# Windsor Locks
Windsor Locks è un comune di 12.411 abitanti degli Stati Uniti d'America, situato nella Contea di Hartford nello Stato del Connecticut.